# Fifth Avenue (film, 1926)

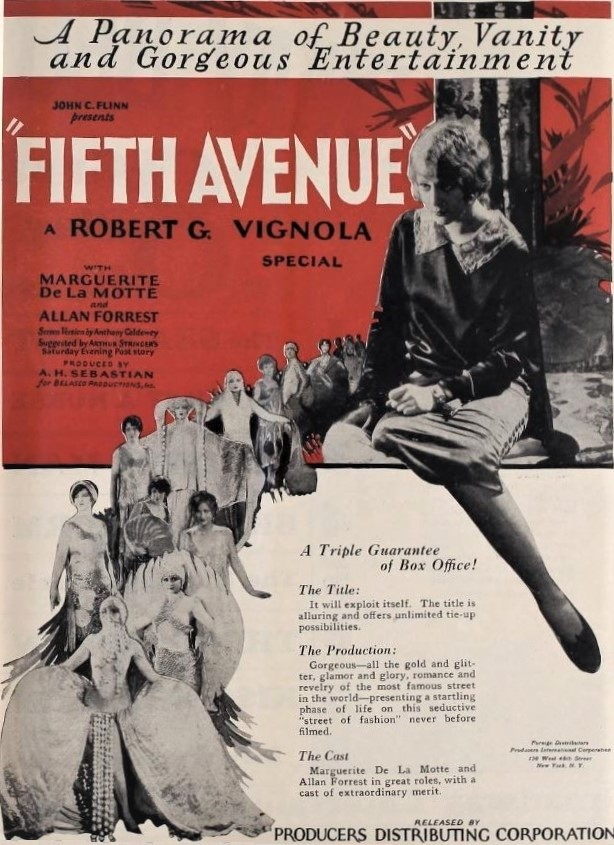
Annonce pour le film dans Exhibitors Herald.

Fifth Avenue est un film américain réalisé par Robert G. Vignola et sorti en 1926.

## Synopsis
Barbara Pelham, une jeune femme du sud arrivant à New York pour obtenir une avance sur la récolte de coton de son père, se retrouve dans le logement de Peter Heffner, le courtier auprès duquel elle a sollicité un prêt, et qui lui fait des avances. Elle s'enfuit de la maison juste avant que la police ne fasse une descente. Plus tard, elle rencontre Neil Heffner, le fils du courtier. Une amitié qui mûrit en amour se noue entre eux. Le père du jeune homme tente de discréditer la jeune femme en la traitant de prostituée, mais son nom est blanchi par une explication de Mme Kemp.

## Fiche technique
- Réalisation : Robert G. Vignola
- Scénario : Anthony Coldeway, Fanny Hatton, Frederic Hatton
- Photographie : James Van Trees
- Production : Belasco Productions
- Distributeur : Producers Distributing Corporation
- Durée : 6 bobines[2]
- Date de sortie : 24 janvier 1926

## Distribution

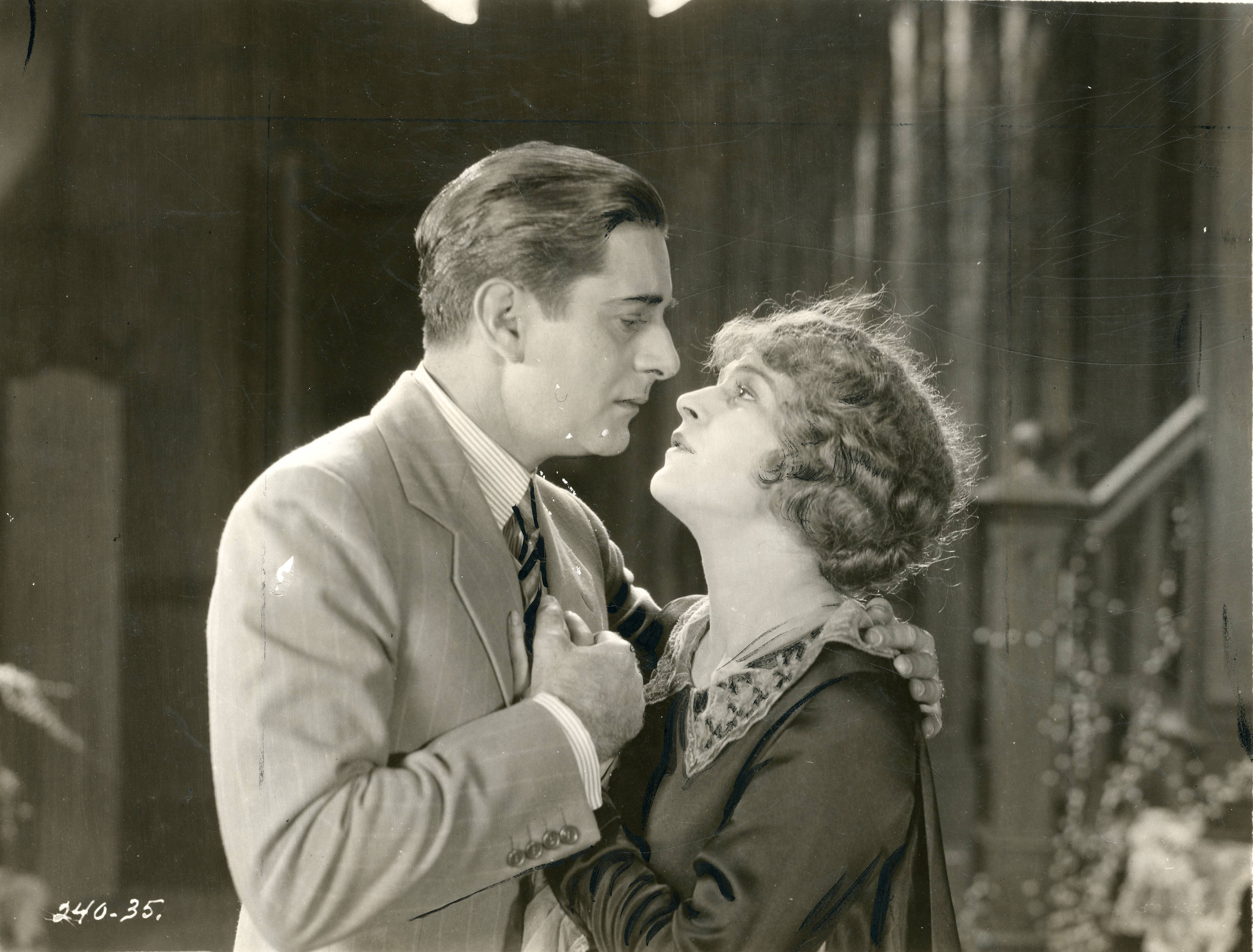
Une scène du film.

- Marguerite De La Motte : Barbara Pelham
- Allan Forrest : Neil Heffner
- Louise Dresser : Claudine Kemp
- William V. Mong : Peter Heffner
- Crauford Kent : Allan Trainor
- Lucille Lee Stewart : Natalie Van Loon
- Anna May Wong : Nan Lo
- Lillian Langdon : Mrs. Van Loon
- Josephine Norman : Greenwich Village Girl
- Sally Long : Greenwich Village Girl
- Flora Finch : Mrs. Pettygrew